# 55576 أميكوس
55576 أميكوس /ˈæmɪkəs/ هو قنطور (كوكب صغير) ضمن الجزء الخارجي للمجموعة الشمسية في 8 أبريل 2002 في بالومار . 
تم تسمية الكوكب الصغير على اسم أميكوس ، وهو قنطور ذكر في الأساطير اليونانية . يسمى الكوكب أيضا أميكوس (2002 GB10). 
وصل أميكوس  إلى الحضيض (أقرب مسافه بينه والشمس)  في فبراير 2003.  أعطت بيانات تلسكوب سبيتزر الفضائي قطرًا  لحجمه يبلغ 76.3±12.5  كيلومتر .  
كان من الممكن حدوث احتجاب كويكبي منخفض الاحتمال للنجم UCAC2 17967364 بقدر ظاهري يبلغ +13.8 في 11 فبراير 2009.  وحدث آخر مماثل يتضمن نجمًا بقدر ظاهري  +12.9  في 10 أبريل 2014 في حوالي الساعة 10:46 بالتوقيت العالمي ، وكان مرئيًا للمراقبين في جنوب غرب الولايات المتحدة وغرب المكسيك. 

## رنين أورانوس القريب 3:4
يقع أميكوس (2002 GB10) على مسافة   0.009 وحدة فلكية في رنين مداري مع أورانوس 3:4 ويُقدر أن يكون له نصف عمر مداري طويل يبلغ حوالي 11.1 مليون سنة  .  

التحرر الفاشل لأميكوس (resonance motion).

يقع نجم القنطور أميكوس 55576    على بُعد 0.009 وحدة فلكية من رنين أورانوس 3:4. (طبقا لـ هورنر 2004). يُظهر هذا الرسم المتحرك حركة أميكوس في إطار دوار بفترة تساوي الفترة المدارية لأورانوس. تفشل الحركة في الحفاظ على اهتزاز طويل الأمد. نبتون (أبيض)، وأورانوس هو الخط (الأزرق) الثابت (الإطار الدوار) عند الساعة الرابعة، وزحل (أصفر)، والمشتري (أحمر). يتكون الرسم المتحرك من 100 إطار تغطي 25,000 سنة. يغطي كل إطار 3 × 84.07 سنة.

## مدارات القنطورات
مدارات القنطورات المعروفة :
يوضح الرسم البياني مدارات القنطورات المعروفة مقارنةً بمدارات الكواكب. بالنسبة لأجرام مختارة، يُمثل انحراف المدارات بأجزاء حمراء (تمتد من الحضيض إلى الأوج).

مدارات القنطورات المعروفة [ملاحظة 2

في الرسم البياني تُظهر مدارات القنطورات نطاقًا واسعًا من الانحراف المركزي، من شديدي الانحراف مثل(فولوس، 8405 أسبولوس ، أميكوس ،و نيسوس) إلى أكثر دائرية (تشيركلو 10199 ؛  و ثيريوس و أوكيرهوي  اللذان يتقاطعان مع مدار زحل).
لتوضيح نطاق بيانات  المدارات  يُظهر الرسم التخطيطي أيضا بعض الأجرام ذات مدارات غير اعتيادية، مرسومة باللون الأصفر.

## روابط خارجية
- 55576 أميكوس في قاعدة بيانات مختبر الدفع النفاث لأجرام النظام الشمسي الصغيرة

- الاكتشاف · مخطط المدار ·  العناصر المدارية · المعلمات المادية

1. ↑  For the purpose of this diagram, an object is classified as a centaur if its semi-major axis lies between Jupiter and Neptune